# Sodobnost (revija)
Sodobnost je slovenska revija za književnost in kulturo. Pojavljala se je pod več imeni: 
- Sodobnost (1933−1941) (COBISS)
- Novi svet (1946−1953) (COBISS)
- Naša sodobnost (1953−1963) (COBISS)
- Sodobnost (od 1963) (COBISS)

## O reviji

### Uredništvo
Uredniki predvojne Sodobnosti so bili Ferdo Kozak, Stanko Leben in Josip Vidmar. Novi svet sta urejala Juš Kozak in Ferdo Kozak, Našo sodobnost pa Ferdo Kozak in Boris Ziherl, dokler ni leta 1955 uredništva prevzel Drago Šega. Leta 1964 se mu je pridružil Dušan Pirjevec (revijo je vsebinsko povezal s fenomenologijo). Tri leta (1965−1968) je revijo urejal Mitja Mejak, po njegovi smrti pa je prešla v roke Cirila Zlobca (1969−1999). Leta 1998 se mu je pridružil Evald Flisar, ki ureja revijo še danes.
Predvojna Sodobnost je bila marksistično orientirana. Zavzemala se je za socialistične ideje in ocenjevala dogajanje doma in po svetu, v književnosti pa se, v skladu s svojimi nazori, zgledovala po realizmu. Novi svet je imel podobno začrtane smernice, a vendar zasledimo kritiko razmer v Sovjetski zvezi in doma − Juš Kozak (v članku Komu zvoni) in Josip Vidmar (v razmišljanju Socialistični realizem Maksima Gorkega) leta 1953. V uvodnem uredniškem članku Naše sodobnosti je bilo poudarjeno, da bo revija pospeševala književno kritiko, ki naj bi prispevala k razvoju »resnične socialistične književnosti«. Naša sodobnost ni mogla obdržati smernic, ki jih je začrtal Novi svet. Primanjkovalo je sodelavcev in leta 1955 je sledil petmesečni premor v izhajanju.

### Sodobnost(1963−)
Še v okviru Naše sodobnosti se je oblikovala skupina javnih intelektualcev, ki so se jim v prvem letniku Sodobnosti  pridružili Niko Grafenauer, Edvard Kocbek, France Kosmač, Kajetan Kovič, Svetlana Makarovič, Janez Menart, Andrej Hieng, Vitomil Zupan idr. Leta 1964 je uredništvo s 64 književniki in publicisti nasprotovalo ukinitvi Perspektiv. Dušan Pirjevec (v članku Nerodoviten ukrep) in Bojan Štih (Ne monolog, temveč dialog) sta dejanje oblasti označila kot rušilen poseg v kulturno, duhovno in intelektualno življenje na Slovenskem. V julijski številki je proti temu ukrepu izšla še izjava 44 sodelavcev. Zaradi nasprotovanj je prišlo do menjave uredništva in številni sodelavci so prenehali z objavami. V drugi polovici šestdesetih in začetku sedemdesetih let se je Sodobnost veliko posvečala kulturni politiki in razlagam kulturnega razvoja na Slovenskem (Janko Kos, Bojan Štih, Ciril Zlobec, Beno Zupančič). V letih 1970–1971 so obravnavali vprašanje slovenskega jezika v JLA . Aktualno je bilo tudi vprašanje slovenske skupnosti v zamejstvu, objavljali so prispevke o raznih umetnostnih področjih, spremljali razstave, koncerte, gledališke predstave, filmske prireditve. Obravnavali so literarna in jezikovna vprašanja, objavljali prevode leposlovnih del in slovensko leposlovje. Marca 2004 se je revija založniško osamosvojila in po 68 letih gostovanja pri Slovenski književni zadrugi, Državni založbi Slovenije in Cankarjevi založbi postala samostojno kulturno-umetniško društvo. Publikacija spremlja in komentira kulturno dogajanje doma in po svetu, poroča o novitetah na knjižnem trgu, analizira dela pomembnih avtorjev ter objavlja slovensko in prevodno leposlovje.

#### Rubrike
Poleg poezije in proze prinaša revija naslednje stalne rubrike:
- Literarna delavnica
- Alternativna misel
- Mnenja, izkušnje, vizije
- O branju
- Pogovori s sodobniki
- Sodobni esej
- Sodobni potopis
- Gledališki dnevnik
- Likovni forum
- Predstavljamo
- Kritika – knjige
- Prejeli smo v oceno
- Sodobnost nekoč
- Sodobna slovenska dramatika

#### Sodelavci
- Pesništvo: Milan Dekleva, France Forstnerič, Alojz Ihan, Milan Jesih, Nataša Kastelic, Milan Kleč, Matjaž Kocbek, Miklavž Komelj, Marko Kravos, Boris A. Novak, Brane Senegačnik, Tomaž Šalamun, Uroš Zupan, Vladimir Gajšek, idr.
- Pripovedništvo: Silvija Borovnik, Branko Gradišnik, Drago Jančar, Vladimir Kovačič, Feri Lainšček, Florjan Lipuš, Katarina Marinčič, Tone Partljič, Dimitrij Rupel, Leopold Suhodolčan, Rudi Šeligo, Jani Virk, Pavle Zidar idr.
- Dramatika: Peter Božič, Dušan Jovanović, Vinko Möderndorfer, Ivan Mrak, Saša Vuga, Matjaž Zupančič idr.
- Prispevki s področja humanističnih ved in družboslovja: Taras Kermauner, Janko Kos, Boris Paternu, Jože Pogačnik, Franc Zadravec idr.
- Literarna kritika: Marjan Dolgan, Igor Gedrih, Peter Kolšek, Malina Schmidt Snoj, Marijan Zlobec idr.